# Jean Blaton
Jean Blaton, pseudonim:  Beurlys (ur. 19 listopada 1929 w Schaerbeek, zm. 17 grudnia 2020) – belgijski kierowca wyścigowy, przedsiębiorca i muzyk.

## Kariera wyścigowa
Blaton rozpoczął karierę w międzynarodowych wyścigach samochodowych w 1958 roku od startu w klasie S 3.0 24-godzinnego wyścigu Le Mans, w którym uplasował się na trzeciej pozycji w swej klasie (w klasyfikacji generalnej był szósty). W 24-godzinnego wyścigu Le Mans startował jeszcze w latach 1959–1960, 1962–1968, 1975–1976 oraz 1978–1979. Czterokrotnie odnosił tam zwycięstwa w swojej klasie. Blaton pojawiał się także w stawce Mistrzostw Świata Samochodów Sportowych.